# Szobrászművész
A szobrászművész az a képzőművész, aki az autonóm művészet és mimetikus művészet képviselője. A síkban dolgozó festőművészettel szemben térbeli, háromdimenziós műalkotásokat, szobrokat hoz létre. Fogalomkörébe tartozík a festészet és a szobrászat közt átmenetet képező dombormű, s egyes rendszerezések ide sorolják az éremművészetet is. Változatos anyagait (kő, márvány, bronz, vas, fa, agyag stb.) legtöbbször faragással vagy mintázással munkálja meg, s ehhez járul az égetés, öntés, patinázás, cizellálás stb. A festészeténél nagyobb kötöttségei miatt még inkább kénytelen figyelembe venni a termékeny pillanat Lessing által feltárt esztétikai törvényszerűségét. Mondanivalóinak közvetítésére tradicionálisan az emberalakot választja. Ma már ez egyre kevésbé jellemző. A nonfiguratív szobrászat megjelenése, az avantgárd mozgalmak forradalmi változást hoztak ezen a területen is. Méretei, rendeltetése és műfajai szerint főbb hagyományos fajtái: monumentális szobrászat és kisplasztika, portré-, akt-, állatszobrászat, épületplasztika vagy díszítőszobrászat. A kortárs szobrászathoz tartozik a ma már közel százéves ready-made, de ide sorolhatóak a fluxus tárgyai is. A performansz kialakulásának is vannak szobrászati gyökerei.